# Zbigniew Adamczuk

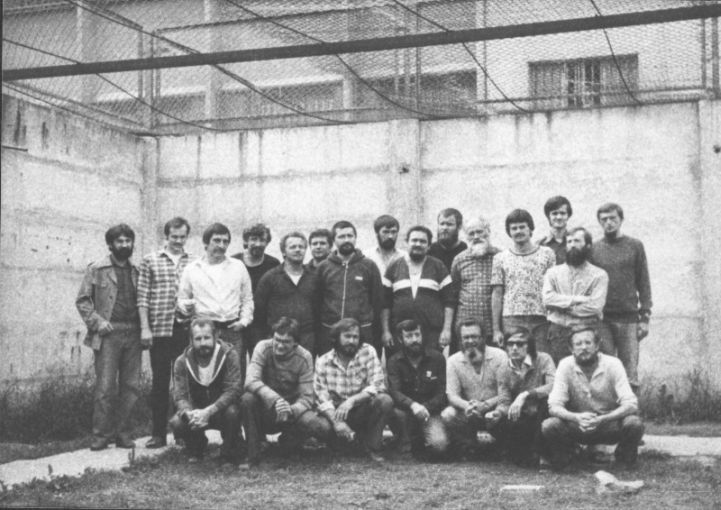
Internowani w Załężu, Zbigniew Adamczuk trzeci od lewej w dolnym rzędzie

Zbigniew Adamczuk (ur. 6 lipca 1932 w Mołomotkach, zm. 31 grudnia 2021) – polski rolnik, działacz opozycji antykomunistycznej i niepodległościowej, współzałożyciel Solidarności Rolników Indywidualnych.

## Życiorys
Syn Antoniego i Heleny. Od lat 60. XX wieku działał w antykomunistycznej opozycji. W okresie 1980–1981 współtworzył Niezależny Samorządny Związek Zawodowy Rolników Indywidualnych „Solidarność” na terenie województwa siedleckiego. 30 grudnia 1980 r. był jednym z uczestników protestów w Sądzie Najwyższym w sprawie rejestracji NSZZ RI. W 1981 r. brał udział w Ogólnopolskim Strajku Okupacyjnym Rolników w Siedlcach. Z racji swej działalności znalazł się w zainteresowaniu Służby Bezpieczeństwa, która rozpracowywała go w ramach sprawy operacyjnego rozpracowania o kryptonimie „Rybak”. Pełnił funkcję przewodniczącego NSZZ „Solidarności” RI w Repkach, po wprowadzeniu stanu wojennego ukrywał się przed władzami. Internowany 14 stycznia 1982 r. na podstawie decyzji 8/81. W ośrodkach internowania w Siedlcach, Włodawie i Lublinie spędził 7 miesięcy (do 23 lipca 1982 r.).
Po uwolnieniu kontynuował działalność polityczną, brał udział w kolportażu bezdebitowych wydawnictw i literatury „Solidarności”. W Warszawie i Siedlcach współorganizował uroczystości i manifestacje patriotyczne, brał udział w działalności Duszpasterstwa Rolników. W 1987 roku został współautorem wniosku o rejestrację „Solidarności Rolników Indywidualnych Województwa Siedleckiego”.
W późniejszych latach działał w Stowarzyszeniu Chłopów Internowanych, Prześladowanych i Represjonowanych w byłej PRL, gdzie pełnił funkcję sekretarza.
W 2014 r. zamieszkał w domu pomocy społecznej na terenie Legionowa.
Jego pogrzeb odbył się 5 stycznia 2022 r. w kościele w Repkach, został pochowany na cmentarzu w Skrzeszewie.

## Ordery i odznaczenia
- Krzyż Kawalerski Orderu Odrodzenia Polski (3 marca 2011)[7],
- Krzyż Wolności i Solidarności[8].